# Orthostethus corvinus
Orthostethus corvinus is een keversoort uit de familie kniptorren (Elateridae). De wetenschappelijke naam van de soort is voor het eerst geldig gepubliceerd in 1844 door Germar.